# Gunnar Aaby
Gunnar Nielsen Aaby (9 tháng 7 năm 1895 – 22 tháng 8 năm 1966) là một cầu thủ bóng đá người Đan Mạch, hoạt động trong những năm 1920.
Tại Giải bóng đá nam Olympic 1920, đội của ông đã để thua đội Tây Ban Nha.